# Clematis gentianoides
Clematis gentianoides är en ranunkelväxtart som beskrevs av Dc.. Clematis gentianoides ingår i släktet klematisar, och familjen ranunkelväxter. Inga underarter finns listade i Catalogue of Life.